# Грейс-Гарбор (округ, Вашингтон)
Шаблон:StateAbbr_ 47°09′ пн. ш. 123°50′ зх. д. / 47.15° пн. ш. 123.83° зх. д.
Округ Грейс-Гарбор (англ. Grays Harbor County) — округ (графство) у штаті Вашингтон, США. Ідентифікатор округу 53027.

## Історія
Округ утворений 1854 року.

## Демографія
За даними перепису 2000 року загальне населення округу становило 67194 осіб, зокрема міського населення було 40679, а сільського — 26515. Серед мешканців округу чоловіків було 33390, а жінок — 33804. В окрузі було 26808 домогосподарств, 17914 родин, які мешкали в 32489 будинках. Середній розмір родини становив 2,98.
Віковий розподіл населення поданий у таблиці:
| Стать    | До 15 років | 15-21 | 22-29 | 30-39 | 40-49 | 50-65 | 65-85 | Понад 85 |
| -------- | ----------- | ----- | ----- | ----- | ----- | ----- | ----- | -------- |
| Чоловіки | 7194        | 3473  | 2809  | 4343  | 5201  | 5762  | 4208  | 400      |
| Жінки    | 6766        | 3188  | 2725  | 4333  | 5178  | 5901  | 4927  | 786      |

## Суміжні округи
- Джефферсон — північ
- Мейсон — північний схід
- Тюрстон — схід/південний схід
- Льюїс — південь/південний схід
- Пасифік — південь

## Виноски
1. ↑  U.S. Decennial Census. United States Census Bureau. Архів оригіналу за 26 квітня 2015. Процитовано 7 січня 2014.
2. ↑  Historical Census Browser. University of Virginia Library. Архів оригіналу за 11 серпня 2012. Процитовано 7 січня 2014.
3. ↑  Population of Counties by Decennial Census: 1900 to 1990. United States Census Bureau. Архів оригіналу за 2 лютого 2019. Процитовано 7 січня 2014.
4. ↑  Census 2000 PHC-T-4. Ranking Tables for Counties: 1990 and 2000 (PDF). United States Census Bureau. Архів оригіналу (PDF) за 18 грудня 2014. Процитовано 7 січня 2014.
5. ↑  State & County QuickFacts. United States Census Bureau. Архів оригіналу за 2 січня 2016. Процитовано 7 січня 2014.(англ.) Наведено за англійською вікіпедією.
6. ↑  American FactFinder. Бюро перепису населення США. Архів оригіналу за 21 травня 2008. Процитовано 31 січня 2008.

| США | Це незавершена стаття з географії США. Ви можете допомогти проєкту, виправивши або дописавши її. |